# 艾力士·韋杜戈
亞歷山大·布雷迪·韋杜戈（英語：Alexander Brady Verdugo，1996年5月15日—），為美國職棒大聯盟的外野手，目前為自由球員。2014年美國職棒大聯盟選秀，道奇隊在第二輪選進韋杜戈。2017年，韋杜戈登上大聯盟，同年也代表墨西哥參加世界棒球經典賽。

## 職業生涯

### 洛杉磯道奇
2017年9月1日，韋杜戈因為擴編而登上大聯盟。9月2日，他敲出大聯盟首安，9月10日敲出大聯盟首轟。這年他出賽15場比賽，打擊率為1成74。
2018年，韋杜戈在3A入選明星賽。他在3A的打擊率高達3成29，並在大聯盟出賽37場比賽，打擊率為2成60。
2019年，韋杜戈入選開幕戰先發名單。該年他的打擊率為2成94，並敲出12轟與44分打點。他在A·J·波拉克受傷期間還有不少出賽機會，不過等到波拉克回歸後便完全沒有上場空間。8月6日，他因為斜肌受傷而提前結束球季，並無緣隨隊參與季後賽。

### 波士頓紅襪
2020年2月10日，道奇隊將韋杜戈、Jeter Downs和Connor Wong交易到紅襪隊，換來穆奇·貝茲、大衛·普萊斯和一些現金。這年韋杜戈主要擔任角落外野手，總計他的打擊率為3成08，並敲出6轟與15分打點。儘管他的守備率為全外野手最低（9成59），不過他的臂力仍被球探評估為大聯盟頂尖的實力。

## 外部連結
- 球員資訊和成績在MLB ，ESPN ，Retrosheet ，Baseball Reference ，Baseball Reference (Minors) ，Fangraphs （英文）
- Alex Verdugo的Instagram帳戶